# 뉴스그룹
뉴스그룹(newsgroup)은 다른 위치의 많은 사용자들이 올린 메시지를 처리하기 위한 유즈넷 시스템 안의 저장소이다. 이 용어는 분명하게 정의하기가 쉽지 않는데, 뉴스그룹을 보통 토론 그룹으로 말하기 때문이다. 월드 와이드 웹 상에서 토론 포럼은 뉴스그룹과 기술적으로 구별되지만 기능상으로는 비슷하다. 뉴스리더 소프트웨어는 뉴스그룹을 읽는 데에 사용된다.

## 계급
- comp.*
- news.*
- sci.*
- rec.*
- soc.*
- talk.*
- misc.*

### 뒤에 나온 계급
- aus.*
- ba.*
- ca.*
- can.*
- cn.*
- chi.*
- de.*
- england.*
- fidonet.*
- fr.*
- fj.*
- gnu.*
- hawaii.*
- harvard.*
- hp.*
- it.*
- microsoft.*
- tw.*
- uk.*

## 같이 보기
- 뉴스 클라이언트
- 뉴스 서버
- NNTP